# Cryodrakon
Cryodrakon (лат., от др.-греч. cryo — холодный и др.-греч. drakon — дракон) — род птерозавров из семейства аждархид (Azhdarchidae), живших во времена верхнего мела на территории современной Канады. Включает единственный вид — Cryodrakon boreas. Видовое название образовано от др.-греч. Βορέας — греческий бог северного ветра Борей.
Ещё в 1972 году в формации «парка динозавров» (провинция Альберта) были найдены кости крупного птерозавра. Предполагалось, что это особь рода Quetzalcoatlus. Более поздние исследования показали, что они относятся к новому виду и роду.
Cryodrakon был одним из крупнейших видов птерозавров. Размах крыльев составляет 10 м.